# آخر بازی (آلبوم مگادث)
آخر بازی (به انگلیسی: Endgame) دوازدهمین آلبوم استودیویی گروه ترش متال آمریکایی مگادث است. این آلبوم توسط دیو ماستین و اندی اسنیپ تهیه شد و از طریق رودرانر رکوردز در ۱۵ سپتامبر ۲۰۰۹ منتشر شد. آخر بازی اولین آلبومی بود که گیتاریست کریس برادریک در آن حضور داشت و جایگزین گلن دروور شده بود. همچنین آخرین آلبوم استودیویی گروه با حضور جیمز لومنزو به‌عنوان نوازنده بیس بود تا اینکه در سال ۲۰۲۲ پس از آلبوم مریض، در حال مرگ… و مرده! دوباره به گروه ملحق شد.
اشعار آلبوم الهام‌گرفته از موضوعات مختلفی مانند ارباب حلقه‌ها و رکود بزرگ مالی ۲۰۰۸ و همچنین جنون، شکنجه و جنایت است. دو تک‌آهنگ از این آلبوم منتشر شد: «هد کراشر» و «حق جنون». «هد کراشر» در جوایز گرمی ۲۰۱۰ نامزد بهترین اجرای متال شد.
آخر بازی به جایگاه نهم جدول بیلبورد ۲۰۰ و به صدر جدول آلبوم‌های هارد راک برتر ایالات متحده رسید. تا آوریل ۲۰۱۱ حدود ۱۵۰٬۰۰۰ نسخه از آلبوم در ایالات متحده فروخته شده است. این آلبوم نقدهای مثبتی از سوی منتقدان موسیقی دریافت کرد.